# Gmina zbiorowa Ostheide
Gmina zbiorowa Ostheide (niem. Samtgemeinde Ostheide) – gmina zbiorowa położona w niemieckim kraju związkowym Dolna Saksonia, w powiecie Lüneburg. Siedziba gminy zbiorowej znajduje się w miejscowości Barendorf.

## Położenie geograficzne
Gmina zbiorowa Ostheide jest położona w północno-wschodniej części Pustaci Lüneburskiej. 
Leży na południu powiatu Lüneburg. Graniczy od południa z powiatem Uelzen. Na zachodzie sąsiaduje z gminą zbiorową Ilmenau i miastem Lüneburg. Od północy sąsiaduje z gminą zbiorową Scharnebeck. Na wschodzie sąsiaduje z Bleckede i gminą zbiorową Dahlenburg.
Teren gminy znajduje się pomiędzy rzeką Neetze na wschodzie a Kanałem Bocznym Łaby (niem Elbe-Seitenkanal) na zachodzie, łączącym Kanał Śródlądowy pod Wolfsburgiem i Łabę.

## Podział administracyjny
Do gminy zbiorowej Ostheide należy sześć gmin:
1. Barendorf
2. Neetze
3. Reinstorf
4. Thomasburg
5. Vastorf
6. Wendisch Evern

## Współpraca
- Хойнікі (Chojniki), (Białoruś) od 1995
- Kanton Criquetot-l’Esneval, Francja od 1979